# Tichooceánské loďstvo

Rukávový odznak ruského Tichomořského loďstva.

Tichooceánské loďstvo (rusky Тихоокеанский флот, zkr. ТОФ) je námořní jednotka ruského námořnictva sloužící v Tichém oceánu.

## Historie
Počátky ruského Tichooceánského námořnictva sahají až do roku 1647, doby založení prvního ruského přístavu Ochotského ostrogu na pobřeží Tichého oceánu. V roce 1731 bylo založeno Ochotské vojenské loďstvo

### Carské Rusko
Tichooceánské loďstvo bylo ustanoveno roku 1869 se základnou ve Vladivostoku. Zpočátku slabě vybavená eskadra získávala více na síle díky vzrůstajícím zájmům Ruského impéria ve východní Asii. Po vypuknutí první čínsko-japonské války roku 1894 byla uvedena do bojové pohotovosti a dále posílena. V roce 1895 se po podepsání míru v Šimonoseki spojila s německou východoasijskou eskadrou v Čifu, se kterou měly vojensky podpořit společný rusko-německo-francouzský požadavek Japonsku na vzdání se pevnosti Lü-šun-kchou (známé jako Port Arthur) a celého poloostrova Liao-tung.
Loďstvo bylo určeno k podpoře ruských imperiálních zájmů o Mandžusko a hlavně Koreu. Jeho hlavním potenciálním nepřítelem se tak stalo Japonské císařské námořnictvo, neboť právě Japonsko zahrnovalo Koreu do své bezprostřední sféry vlivu. Ke střetu s japonským válečným námořnictvem však nebyl přístav Vladivostok příliš vhodný, neboť ležel více na sever od předpokládaných prostor bojů. Primárním úkolem Tichooceánské eskadry v případné válce s Japonskem bylo narušení či dokonce úplné přerušení transportu japonských vojsk do Koreje. Ruské vládní a námořní kruhy proto hledaly vhodnou námořní základnu na území Číny a Koreje. V potaz byly brány přístavy na východ i na západ Koreje a také na východě Číny. Konečné rozhodnutí bylo urychleno roku 1897 násilným zabráním přístavu Čching-tao Německým císařstvím a následným demonstračním vplutím britské východoasijské eskadry do Žlutého moře. Rusko se rozhodlo urychleně jednat a vyslalo Tichomořskou eskadru k přístavům Port Arthur a Ta-lien.
Po získání Port Arturu do pronájmu se sem Tichooceánské loďstvo přemístilo. Během rusko-japonské války v letech 1904 až 1905 byla většina Tichooceánského loďstva zničena. Po válce a ztrátě Port Arthuru bylo znovu obnoveno ve Vladivostoku.

### První světová válka
Za první světové války se podílelo na honbě za německým křižníkem SMS Emden. V bitvě u Penangu ztratilo chráněný křižník Žemčug.
Po vypuknutí ruské občanské války a následné dohodové intervenci byl Vladivostok obsazen japonskými a americkými vojsky, Tichooceánské loďstvo se tak do bojů příliš nezapojilo.